# Frigoexpres
Frigoexpres este o companie de transport din Oradea, specializată în transportul mărfurilor în regim termic.
Compania deține un parc auto de 300 de autotractoare și 300 de semiremorci frigorifice.
Cifra de afaceri în 2008: 20,2 milioane euro
Firma a intrat în insolvență în vara lui 2013.